# Regata Histórica en Venecia (Hubert Sattler)
Regata Histórica en Venecia es una pintura al óleo elaborada por el artista austriaco Hubert Sattler en 1876.

## Descripción de la obra
El título original de este lienzo, Fiesta del Redentor en Venecia, se refiere a uno de los eventos más concurridos en el que conviven aspectos místicos y profanos. Se originó en 1577 y celebra el fin de la peste que afectó a Venecia, sin embargo el trayecto de la competencia de las embarcaciones no atraviesa el Gran Canal por lo que en realidad esta tela describe la Regata Histórica, una tradición muy antigua que se celebra el primer domingo  de septiembre y donde participan los mejores gondoleros y remeros de las cuatro repúblicas marineras medievales: Venecia, Pisa, Amalfi y Génova.
Antes de la competición, para conmemorar el día del año de 1496 en que Caterina Cornaro regresó a Venecia, las embarcaciones históricas, decoradas con todo detalle y con personajes vestidos de época desfilan por el Gran Canal.
Cerca del Palacio Balbi, en el extremo izquierdo de la tela se aprecia el fastuoso escenario flotante donde esperan las grandes autoridades venecianas.